# Frauen verstehen
Frauen verstehen ist ein deutscher Fernsehfilm von Jörg Grünler aus dem Jahr 2014. In den Hauptrollen sind Senta Berger sowie Henry Hübchen zu sehen.

## Handlung
Marlene will heiraten. Dafür muss sie sich aber vorher von ihrem leichtlebigen Gemahl Paul scheiden lassen, der sie in den zurückliegenden 30 Ehejahren permanent betrogen hat und den sie vor zehn Jahren aus der gemeinsamen Wohnung rausgeworfen hat, die sie im Zuge der Scheidung jetzt veräußern möchte. Paul, der gerade von seiner Freundin vor die Tür gesetzt wurde, zieht aber zu diesem Zeitpunkt wieder in die gemeinsame Wohnung ein und damit beginnen die Probleme von Marlene.
Von ihrem Scheidungsanwalt erfährt sie, dass die Trennung von Tisch und Bett nie dokumentiert wurde und somit kein offizielles Trennungsjahr vorliegt. Alle Exfreundinnen von Paul wollen ebenfalls nicht bezeugen, dass Paul bei ihnen gelebt hat. Und Paul besteht im Einklang mit dem Gesetz auf dem offiziellen Trennungsjahr. Somit muss Marlenes geplante Heirat mit ihrem Freund Alexander zwölf Monate aufgeschoben werden, es sei, es läge der Fall „einer unzumutbaren Härte“ vor. Um dies zu beweisen, zieht Marlene wieder in die gemeinsame Wohnung ein. Die (un-)freiwillige Ehe-WG entwickelt sich jedoch anders als erwartet.

## Kritik
„‚"Frauen verstehen" ist ein intelligent gestrickter Filmspaß mit zwei wunderbar aufgelegten Darstellern.“